# Before the Flood
Before the Flood es un álbum en directo del músico estadounidense Bob Dylan junto al grupo The Band, publicado por la compañía discográfica Asylum Records en junio de 1974. El álbum documenta la gira Bob Dylan and The Band 1974 Tour de Dylan y The Band, posterior al lanzamiento del álbum Planet Waves.
Seguido de una buena recepción de la prensa musical, Before the Flood alcanzó el puesto tres en la lista estadounidense Billboard 200 y fue certificado como disco de platino por la Recording Industry Association of America (RIAA) al superar el millón de copias vendidas en el país. En el Reino Unido, el álbum alcanzó el puesto ocho en la lista de discos más vendidos.

## Historia
Asylum Records, la nueva compañía discográfica de Dylan tras su marcha de Columbia, había planeado varias grabaciones profesionales de conciertos de la gira antes de su comienzo: tres en el Madison Square Garden de Nueva York los días 30 y 31 de enero, dos en Seattle el 9 de febrero, dos en Oakland el 11 de febrero, y tres en Los Ángeles los días 13 y 14 de febrero. Para recopilar el álbum, también se grabaron los últimos tres conciertos de la gira en The Forum de Inglewood.
Aunque Dylan había grabado Planet Waves con The Band antes de emprender la gira, pocas canciones fueron incorporadas a la lista de canciones de los conciertos y ninguna aparece en Before the Flood. Después del lanzamiento del álbum, Dylan volvió a firmar un contrato discográfico con Columbia para publicar su siguiente álbum, Before the Flood. Por otra parte, The Band continuó grabando para Capitol Records hasta su disolución dos años después.
El título del álbum deriva de la novela Farn Mabul del escritor en lengua ídish Sholem Asch. Dylan tenía amistad con Moses Asch, hijo de Sholem y fundador de Folkways Records, una compañía discográfica influyente en el resurgimiento de la música folk. 

## Recepción
Tras su publicación, Before the Flood obtuvo en general buenas reseñas de la prensa musical. En una reseña para la revista Creem, el crítico Robert Christgau consideró que The Band siguió a Dylan en la intensificación de sus viejas canciones para escenarios abiertos y declaró: «Sin calificación, este es el rock and roll más loco y más fuerte jamás grabado. Todos los álbumes análogos en directo caen de pleno». Sin embargo, Tom Nolan escribió una reseña menos entusiasta para la revista Rolling Stone donde comentó que el énfasis vocal de Dylan y los fuertes arreglos de The Band lo convierten en una escucha incómoda, aunque las versiones modernizadas de canciones como «It's Alright, Ma (I'm Only Bleeding)», «Like a Rolling Stone» y «All Along the Watchtower» son exitosas y suenan significativas. Before the Flood fue también votado como el sexto mejor álbum en la encuesta Pazz & Jop, elaborada por críticos musicales para la revista Village Voice. Christgau, creador de la encuesta, lo situó en el segundo puesto de su propia lista.
En una crítica retrospectiva, Greg Kot de Chicago Tribune definió el álbum como «trascendental», mientras que Stephen Thomas Erlewine de Allmusic lo describió como «uno de los mejores álbumes en directo de su tiempo. De todos los tiempos, quizás». Greil Marcus comentó: «Rugiendo de resentimiento y felicidad, la música que tocó llevó el rock and roll a sus límites». Por el contrario, el propio Dylan desacreditó posteriormente la gira al sentir que fue exagerada. «Creo que estaba interpretando un papel en esa gira, que estaba interpretando a Bob Dylan y que The Band interpretaban a The Band. Lo único que hablaba la gente era sobre energía aquí, energía allá. Los elogios más grandes eran del tipo de: "Guau, mucha energía, tío". Se convirtió en un absurdo». En una reseña retrospectiva, Scott Hreha de PopMatters también sintió que cada acto no sonaba colaborativo como en The Basement Tapes y que el álbum «sigue siendo un tema digno pero no esencial en el catálogo de Dylan, y tanto él como The Band tienen mejores grabaciones en directo disponibles, especialmente en varios volúmenes de The Bootleg Series».

## Lista de canciones
Todas las canciones escritas y compuestas por Bob Dylan excepto donde se anota. 
| Cara A |                               |              |          |  |
| N.º    | Título                        | Escritor(es) | Duración |  |
| 1.     | «Most Likely You Go Your Way» |              | 4:15     |  |
| 2.     | «Lay Lady Lay»                |              | 3:14     |  |
| 3.     | «Rainy Day Women #12 & 35»    |              | 3:27     |  |
| 4.     | «Knockin' on Heaven's Door»   |              | 3:51     |  |
| 5.     | «It Ain't Me, Babe»           |              | 3:40     |  |
| 6.     | «Ballad of a Thin Man»        |              | 3:41     |  |

| Cara B |                                       |                  |          |  |
| N.º    | Título                                | Escritor(es)     | Duración |  |
| 7.     | «Up on Cripple Creek»                 | Robbie Robertson | 5:25     |  |
| 8.     | «I Shall Be Released»                 |                  | 3:50     |  |
| 9.     | «Endless Highway»                     | Robbie Robertson | 5:10     |  |
| 10.    | «The Night They Drove Old Dixie Down» | Robbie Robertson | 4:24     |  |
| 11.    | «Stage Fright»                        | Robbie Robertson | 4:45     |  |

| Cara C |                                        |                                  |          |  |
| N.º    | Título                                 | Escritor(es)                     | Duración |  |
| 12.    | «Don't Think Twice, It's All Right»    |                                  | 4:36     |  |
| 13.    | «Just Like a Woman»                    |                                  | 5:06     |  |
| 14.    | «It's Alright, Ma (I'm Only Bleeding)» |                                  | 5:48     |  |
| 15.    | «The Shape I'm In»                     | Robbie Robertson                 | 4:01     |  |
| 16.    | «When You Awake»                       | Richard Manuel, Robbie Robertson | 3:13     |  |
| 17.    | «The Weight»                           | Robertson                        | 4:47     |  |

| Cara D |                            |              |          |  |
| N.º    | Título                     | Escritor(es) | Duración |  |
| 18.    | «All Along the Watchtower» |              | 3:07     |  |
| 19.    | «Highway 61 Revisited»     |              | 4:27     |  |
| 20.    | «Like a Rolling Stone»     |              | 7:09     |  |
| 21.    | «Blowin' in the Wind»      |              | 4:30     |  |

## Personal
| Músicos - Bob Dylan: voz, guitarra, armónica y piano - Rick Danko: bajo, violín y coros - Levon Helm: batería, mandolina y coros - Garth Hudson: órgano Lowrey, clavinet, teclados y saxofón - Richard Manuel: piano, órgano, batería y coros - Robbie Robertson: guitarra y coros | Equipo técnico - Barry Feinstein: fotografía - Rob Fraboni: ingeniero de sonido y mezclas - Nat Jeffrey: mezclas - Phil Ramone: ingeniero de sonido |

## Posición en listas
| País           | Lista                  | Posición |
| -------------- | ---------------------- | -------- |
| Alemania       | Media Control Charts   | 24       |
| Austria        | Ö3 Austria Top 40      | 3        |
| Estados Unidos | Billboard 200          | 3        |
| Noruega        | VG-lista Top 40 Albums | 6        |
| Países Bajos   | Mega Albums Top 100    | 7        |
| Reino Unido    | UK Albums Chart        | 8        |

| Sencillo                                         | País           | Lista             | Posición |
| ------------------------------------------------ | -------------- | ----------------- | -------- |
| «Most Likely You Go Your Way (And I'll Go Mine)» | Estados Unidos | Billboard Hot 100 | 66       |